# 크리스티안 안살디
크리스티안 다니엘 안살디(Cristian Daniel Ansaldi; 1986년 9월 20일 ~ )는 아르헨티나의 전 축구 선수이다.

## 수상

### 선수

#### FC 루빈 카잔
- 러시아 프리미어리그 우승 : 2008, 2009
- 러시아 컵 우승 : 2012
- 러시아 슈퍼컵 우승 : 2010, 2012